# Karin Lohse
Karin Lohse (* 20. Jahrhundert) ist eine ehemalige deutsche Fechterin.
Lohse gewann die nationalen Einzel-Fechtmeisterschaften der DDR im Florett in den Jahren 1957, 1960 und 1961. Bis 1958 startete sie für Turbine Frankenberg, ab 1959 wechselte sie zum Verein Dynamo Karl-Marx-Stadt, mit dem sie 1959 die nationale Mannschaftsmeisterschaft im Florett gewann.